# Dunas de Corrubedo y lagunas de Carregal y Vixán
Dunas de Corrubedo y lagunas de Carregal y Vixán är en park i Spanien.   Den ligger i regionen Galicien, i den nordvästra delen av landet, 500 km nordväst om huvudstaden Madrid.
Terrängen runt Dunas de Corrubedo y lagunas de Carregal y Vixán är platt söderut, men åt nordost är den kuperad. Havet är nära Dunas de Corrubedo y lagunas de Carregal y Vixán åt sydväst.  Närmaste större samhälle är O Grove, 15,1 km öster om Dunas de Corrubedo y lagunas de Carregal y Vixán. 